# Musée archéologique départemental de Montrozier
Le musée archéologique départemental de Montrozier (Aveyron) est consacré aux expositions archéologiques.
C'est un musée vivant, qui renouvelle les collections présentées.
C'est un musée animé  : 
- on peut y suivre des conférences
- on peut y participer à des ateliers
- on peut y participer à des visites des sites des environs